# Tros
Tros, na mitologia grega, é o herói epônimo de Trôade e de Troia. Filho de Erictônio e de Astíoque, neto de Dárdano e, portanto, descendente de Zeus, e rei da Dardânia. Casou-se com Calírroe e com ela foi pai de Ilo II, Assáraco e Ganimedes. Calírroe era filha do deus-rio Escamandro.
Ganimedes foi raptado por Zeus para ser o copeiro dos deuses. Tros ficou tão aflito que Zeus, compadecido, enviou-lhe Hermes com dois cavalos tão rápidos que podiam correr sobre as águas. Esses cavalos eram uma compensação pela perda de Ganimedes e são mencionados, com seus descendentes, diversas vezes na Ilíada. Segundo outros autores, a compensação foi uma taça trabalhada por Hefesto, deus do fogo e do metal.
Em outras versões, Ganimedes é filho de Laomedonte, neto de Ilo e bisneto de Tros.
É de Tros, neto de Dárdano, que vem a denominação troianos, cuja terra foi chamada Trôade.